# Rhaeboscelis
Rhaeboscelis es un género de escarabajos de la familia Buprestidae.

## Especies
- Rhaeboscelis chalybea (Gory, 1841)
- Rhaeboscelis purpurea Chevrolat, 1838